# Journal of Symbolic Computation
Le Journal of Symbolic Computation est une revue scientifique à comité de lecture consacrée à la recherche en calcul formel et dans les domaines apparentés.

## Histoire
La revue est créée en 1985 sous l'impulsion de Bruno Buchberger avec l'objectif de promouvoir le développement de domaines comme le calcul formel, la manipulation symbolique de programmes et la preuve automatique ainsi que les interactions entre ces domaines.
Bob Caviness succède à Buchberger comme éditeur scientifique de 1996 à 2000, avant d'être à son tour remplacé par Hoon Hong, suivi de Josef Schicho.